# El retrato de Dorian Gray (película de 1945)
El retrato de Dorian Gray (The Picture of Dorian Gray) es una película de cine estadounidense de 1945 basada en la novela homónima de Oscar Wilde y dirigida por Albert Lewin, con actuación de Hurd Hatfield, George Sanders y Angela Lansbury.

## Sinopsis
Dorian Gray (Hurd Hatfield) es un hombre guapo, rico y joven que vive en el Londres del siglo XIX. Aunque por lo general es inteligente, también es ingenuo y fácilmente manipulable. Estos defectos lo conducen a una espiral de pecado y, en última instancia, de miseria.
Mientras posa para un retrato que pinta su amigo Basil Hallward, Dorian habla con un amigo de este: Lord Henry Wotton (George Sanders). Wotton es cínico e ingenioso, y le dice a Dorian que la vida merece la pena si uno la dedica enteramente al placer. Después Wotton convence a Dorian de que la juventud y la belleza le traerán todo lo que desea y Dorian desea abiertamente que su retrato pudiera envejecer en lugar de él. Realiza esta afirmación ante la presencia de una estatua egipcia, que supuestamente tiene el poder de conceder deseos. 
Dorian visita una taberna, y allí se enamora de una bella cantante llamada Sibyl Vane (Angela Lansbury). Al final comienza un romance con ella, aunque con la desaprobación del hermano de Sibyl, y en unas semanas están prometidos. Aunque inicialmente contento, Dorian es convencido otra vez por Lord Henry de que opte por un estilo de vida más hedonista. Dorian envía a Sibyl una carta hiriente con la que rompe la relación, ruptura que «compensa» con una gran suma de dinero.
A la mañana siguiente, Lord Henry informa a Dorian de que la descorazonada Sibyl Vane se ha quitado la vida la noche anterior. En un inicio, Dorian se siente conmocionado y culpable, pero más tarde adopta la pose indiferente de Lord Henry, quien lo sorprende yendo a la ópera inmediatamente después de la muerte de Sibyl. Al volver a casa esa noche, Dorian nota un cambio en el retrato que Basil le ha hecho, que ahora está colgado en la sala de estar. El retrato parece ahora más severo, y tras una sacudida Dorian lo encierra en una habitación vieja y sin uso. Se vuelve aún más dedicado a vivir una vida de pecado y sin corazón.
Años más tarde, Dorian se acerca a su cuadragésimo cumpleaños, pero parece el mismo que cuando tenía veintidós. La gente del lugar está asombrada de que no parezca pasar el tiempo por él. Durante dieciocho años de libertinaje desenfrenado, el retrato ha permanecido encerrado, teniendo Dorian la única llave. Ha crecido cada vez con más paranoia de que el retrato sea visto por otras personas, y hasta despidió a los sirvientes que creía que podrían sospechar. Durante años, el retrato del joven Dorian se ha deformado adquiriendo el aspecto de una espantosa criatura demoníaca que refleja los pecados de Dorian. Finalmente Basil vislumbra el retrato y trata de hablar con Dorian para convencerle de que reforme su vida. Sin embargo, Dorian, preso del pánico, mata a su amigo y deja el cuerpo encerrado en la sala con la pintura.
Dorian chantajea a un viejo amigo para deshacerse del cuerpo de Basil en secreto. A continuación, entra en romance con la sobrina de Basil, Gladys, que aún era niña cuando se pintó el retrato. Aunque Gladys siempre había amado a Dorian (y es feliz cuando le propone matrimonio), los que estuvieron cerca de él empezaron a encontrarle sospechoso.
Dorian comienza a darse cuenta del daño que está haciéndose a sí mismo y a los demás. Es asaltado por James Vane, el hermano de Sibyl, que había jurado venganza por la muerte de su hermana. James le dice a Dorian que es demasiado joven para ser el mismo hombre de dieciocho años antes. Sin embargo, pronto se entera de la verdad, pero recibe un disparo durante una cacería en la finca de Dorian mientras se escondía en los arbustos. Dorian sabe que es culpable de otra muerte, y se da cuenta de que aún puede ahorrarle a Gladys la desgracia que sin duda le causaría de casarse con ella. Después de dejar una carta explicándose, vuelve a la habitación para hacer frente a la pintura. Tras apuñalar su retrato en el corazón se libera de su maleficio, se derrumba y muere.
Es hallado el cuerpo de Dorian, pero ahora es la criatura monstruosa de la pintura. El retrato de Dorian ha vuelto a ser el de un hombre joven e inocente.

## Ficha artística
- George Sanders (Lord Henry Wotton)
- Hurd Hatfield[1] (Dorian Gray)
- Donna Reed  (Gladys Hallward)
- Angela Lansbury (Sibyl Vane)
- Peter Lawford (David Stone)
- Lowell Gilmore (Basil Hallward)
- Richard Fraser (James Vane)
- Douglas Walton (Allen Campbell)
- Morton Lowry (Adrian Singleton)
- Miles Mander (Sir Robert Bentley)
- Lydia Bilbrook (Mrs. Vane)
- Mary Forbes (Lady Agatha)
- Robert Greig (Sir Thomas)
- Moyna MacGill (Duchess)

## Análisis

### Colores del filme
Es una película en blanco y negro, pero hay momentos clave (cuando se nos muestra el cuadro) en los que la imagen es en color: son esos planos en los que el cuadro adquiere una importancia especial, como cuando se ve por primera vez ya terminado, mostrando la belleza triunfante (pintado por Henrique Medina) o cuando aparece por primera vez ya demacrado, cargado de todos los estigmas de la corrupción, de las acciones criminales de Gray (pintado en este caso por Ivan Le Lorraine Albright). Pero no siempre apreciamos eso, sino que, estamos tan centrados en lo que es la película que puede que no reparemos en el detalle, pero nuestro subconsciente sí lo capta, y le llama la atención especialmente esa imagen. Es entonces cuando nos fijamos y caemos en que esa imagen es en color. Este juego multiplica el efecto que se quería que tuviera en el espectador.
En las partes en blanco y negro hay gran tonalidad de grises, porque la decoración es bastante barroca, con lo que hay muchos objetos con tonos de gris diferentes. Seguramente si en vez de ser en blanco y negro fuese en color sería muy colorido por la gran cantidad de ornamentación que tiene. Sería sin duda muy llamativa, pero el efecto que se produce con esta incursión del color en la película en blanco y negro quedaría atenuado.
En la pintura en la que aún se ve al Dorian del principio, los colores son oscuros, pero cuando se ve a la persona fría y sin alma de después, los colores son vivos, y mucho más variados. Así dicho parece que tendría que ser al contrario, pero está muy acertado porque al principio los trazos son limpios y las pinceladas uniformes, mientras que el cuadro que expresa aquella lepra moral es de carácter expresionista. Colores ácidos combinados con un tenebroso negro, vigorosas pinceladas, salpicados, trazos vibrantes y contornos crispados es lo que caracteriza esta obra, reflejando así la situación de su mísera alma, recordándonos a la pintura que desarrollaron Van Gogh y Pollock, quienes hacían un uso expresivo del color con el fin de trasmitir sus emociones internas.

### Decoración
La decoración nos recuerda al estilo rococó por la sobrecarga de los espacios. De este modo, se nos da a entender que tanta ornamentación es como una máscara, disimulando lo que Dorian Gray esconde, así como lo escondía la sociedad conservadora de aquella época.
Este estilo victoriano ha sido todo un logro no solo por las imágenes mostradas sino también por las tabernas humosas, callejuelas brumosas... desde Mayfair hasta Whitechapel, todo es de un romanticismo irreprochable. 
Pero esta pesada decoración de los interiores victorianos es combatida por baldosas combinadas así como por rayas blancas y negras, un mobiliario inspirado en una estética prerrafaelista y los diseños de Aubrey Beardsley, otro príncipe de la decadencia.

### Análisis del film
Antes de empezar, mostraremos de forma esquemática los aspectos generales más importantes que se recogen en la película, referidos al modo narrativo y el uso de determinados planos.
En primer lugar vemos el gran uso que se hace de la profundidad de campo y de los planos abiertos, donde se pueden ver las diferentes acciones que tienen lugar en un mismo espacio. Además, muchas veces se aprovecha la profundidad de campo para hacer enfoques y desenfoques en función del objeto que se quiera que destaque.
Aparte de la profundidad de campo hay dos aspectos que llaman especialmente la atención. Uno es la simetría y equilibrio visual de muchos de los planos, y el otro el gran uso de los encadenados. En cuanto a las posiciones de cámara, posee algunas en particular, como los picados, contrapicados, o incluso alguna vista en la cámara se sitúa a ras de suelo. 
Respecto a la iluminación, hay algunas imágenes en las que se usa una variada gama de grises. Pero en general, por tratarse de una película llena de misterio, la iluminación es muy contrastada, con sombras muy marcadas que recuerdan a la iluminación de filmes del expresionismo alemán, e instantes en los que apenas se diferencian los elementos debido a lo penumbrosas que son. Se emplean mucho los focos de luz apuntando en una dirección o a un elemento en particular. Se utiliza también en ocasiones el recurso del espejo, para mostrar la cuarta pared.
La música tiene un papel fundamental debido al misterio que le da a la historia. Hay música diegética y exodiegética (la última, en general de piano). Además hay música particular para algunas imágenes (leitmotiv), como las del gato, de gran importancia. Por otro lado, los crescendi y los fortissimi de música dramatizan aún más las situaciones (cuando Dorian mata a Basil y cuando clava el cuchillo en el cuadro). 
También hay voz en off, que va narrando la historia, y hay silencios dramáticos que dan un toque particular al misticismo del ambiente.

#### Análisis de una escena
Hay una escena clave en la obra: Basil llega a casa de Dorian Gray, que decide mostrarle el secreto que oculta el retrato y acaba matando al pintor.
La secuencia empieza cuando entran en la habitación donde está el cuadro. Cuando lo muestra, hay un golpe de música para acentuar el momento y darle más tensión a la historia.
El narrador va contando las impresiones de Basil, mientras éste observa su obra, pero esto rompe con el plano del cuadro, en color para mayor impacto y un nuevo golpe de música, que sin duda producen un sobresalto en el espectador. Tras verlo el pintor se sienta y se puede ver de fondo una cruz que puede simbolizar la muerte, el presagio del trágico final que le dará Gray.
Las palabras de Basil tras ver el cuadro y la posibilidad de que revelase el secreto a Gladys producen una especie de odio y temor que hacen que Gray decida acabar con él. El momento de la decisión se ve con el empleo del zoom en un plano del protagonista.
En ese mismo instante, la música hace un crescendo y Dorian apuñala a Basil. El movimiento de la lámpara es muy importante para generar tensión jugando con esa luz que deja zonas en penumbra volviéndolas a iluminar, especialmente el rostro de Gray, o los juguetes al lado de Basil muerto. Este juego con la lámpara también permite crear una imagen maestra, en la que se ve a Dorian y detrás la sombra del pintor. 
Además, en esta escena se sigue con la línea general de la película en cuanto a los planos abiertos y la profundidad de campo. A menudo parece que la cámara esté en una esquina, lo que recuerda la forma de narrar que emplea Rafael Sánchez Ferlosio en su novela El Jarama.
En la habitación están los juguetes de la infancia de Dorian Grey, en contraste con el monstruo que es ahora.

### El simbolismo del gato
Desde las civilizaciones más antiguas, el gato ha sido centro de supersticiones y leyendas. En esta película se nos habla de «uno de los setenta y tres gatos egipcios», y es que en Egipto el gato era considerado un animal sagrado, relacionado con la diosa Bastet. Algunas veces se momificaban, al igual que los faraones. Además, en la cultura medieval se creía que era la representación del diablo. Wilde combinó estos elementos para mostrarnos ese gato misterioso y demoníaco.
Otro aspecto a resaltar es que, al principio de la obra, Lord Henry dice que es mejor que con el cuadro se lleve también al gato, ya que ambos deben seguir unidos.
El gato va cambiando de posición y lugar en función de la situación. Está presente en el film de forma discreta (como simple elemento decorativo) pero a la vez notoria (el espectador siente su presencia, se incomoda ante su constante expectación).	 